# Тринадцята заповідь (фільм, 1920)
Тринадцята заповідь (англ. The Thirteenth Commandment) — американська драма режисера Роберта Дж. Віньоли 1920 року.

## У ролях
- Етель Клейтон — Дафна Кіп
- Чарльз Мередіт — Клей Вімборн
- Монте Блу — Баярд Кіп
- Анна Нільссон — Лейла Кіп
- Ірвінг Каммінгс — Томас Вервік Дуейн
- Вінтер Голл — Роджер Кіп-старший
- Люсіль Ворд — місіс Кіп-старший
- Беверлі Треверс — Шейла Кембл
- Луїс Моррісон — Герман Ребен
- Джейн Вульф — місіс Чіввіс